# Zeche Morgenstern (Bochum)
Die Zeche Morgenstern war ein Steinkohlenbergwerk in Bochum im Stadtbezirk Wattenscheid-Sevinghausen. Das Bergwerk befand sich am Portmannsweg, 300 Meter westlich der Zeche Fröhliche Morgensonne. Das Bergwerk war eine Kleinzeche, Besitzer dieser Kleinzeche war zunächst die Firma Wilhelm Schwab & Nolte, später übernahm Wilhelm Schwab das Bergwerk.

## Bergwerksgeschichte
Am 27. April des Jahres 1954 wurde das Bergwerk in Betrieb genommen. Im darauffolgenden Jahr waren ein tonnlägiger Schacht und weitere Schächte in Betrieb. Im Jahr 1957 wurde der ehemalige Wetterschacht der Zeche Fröhliche Morgensonne verfüllt. Am 29. November des Jahres 1963 wurde der Betrieb der Zeche Morgenstern eingestellt. Am 30. Juni 1964 wurde das Bergwerk knappschaftlich abgemeldet.

## Förderung und Belegschaft
Die ersten Förder- und Belegschaftszahlen stammen aus dem Jahr 1955, in diesem Jahr wurden mit 104 Bergleuten 19.823 Tonnen Steinkohle gefördert. Die maximale Förderung des Bergwerks wurde im Jahr 1957 erbracht, mit 132 Bergleuten wurden 50.435 Tonnen Steinkohle gefördert. Die letzten bekannten Förder- und Belegschaftszahlen des Bergwerks stammen aus dem Jahr 1960, in diesem Jahr waren 89 Bergleute auf dem Bergwerk beschäftigt, die eine Förderung von 31.638 Tonnen Steinkohle erbrachten.